# How Old Are You?
«How Old Are You?» es un sencillo interpretado por el cantante italiano Miko Mission. Fue publicado en 1984. Este nombre en inglés significa ¿Cuantos años tiene(s)? o ¿Qué edad tiene(s)?.

## Lista de canciones

### Sencillo de 7 pulgadas
- A - «How Old Are You?» (4:10)
- B - «How Old Are You?» (versión instrumental) (4:09)

### Sencillo de 12 pulgadas
- A - «How Old Are You?» (7:15)
- B - «How Old Are You?» (versión instrumental) (5:50)